# プエブラ・デ・サナブリア
プエブラ・デ・サナブリア（スペイン語: Puebla de Sanabria）は、スペイン・カスティーリャ・イ・レオン州サモーラ県のムニシピオ（基礎自治体）。サモーラ県北西部のサナブリア郡に属する。
自治体には歴史的建造物が多数存在し、自然豊かな景観を有する。サナブリア郡のサービス産業の中心となっている。

## 歴史

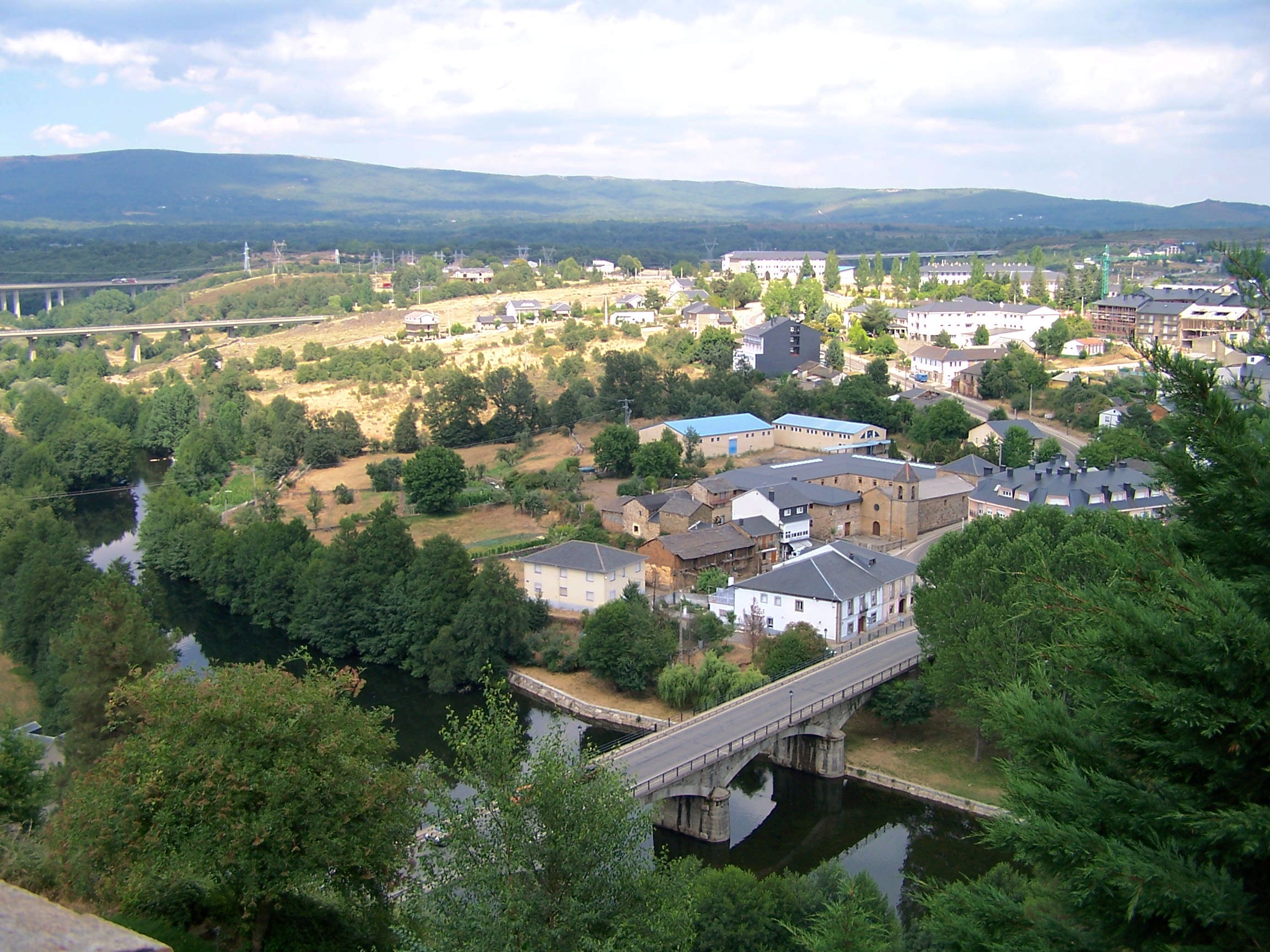
中心集落の全景

Sanabriaという地名は、Senapriaという名でスエビ王国の教区や西ゴート王国の造幣所として7世紀には記録されている。 10世紀にはUrbs Senabrieはサン・マルティン・デ・カスタニェーダ修道院の最古の文書の中に言及されている。サナブリア地区の中心としてのこの集落の発展はアルフォンソ7世の治世下から始まり、後にアルフォンソ9世が1220年9月1日文書をフエロ・デ・ベナベンテに与えることによって促進された。この文書自体は残されていないが、このフエロの文言はアルフォンソ9世の特許状を確認し、部分的に修正した、アルフォンソ10世の（1263年5月19日、セビージャ）特許状によって知られている。
15世紀の間はこの地はベナベンテ伯の支配するところとなり、何人もの代官が任命されている。
17世紀にはポルトガル独立戦争において戦場となり、荒廃した。そして同様に、アンジュー公フィリップとカール大公の支持者との間で戦われたスペイン継承戦争では、この地はポルトガル軍の兵士によって占領され、そしてユトレヒト条約によって1715年12月24日再びスペイン王権の下に復した。

## 地理

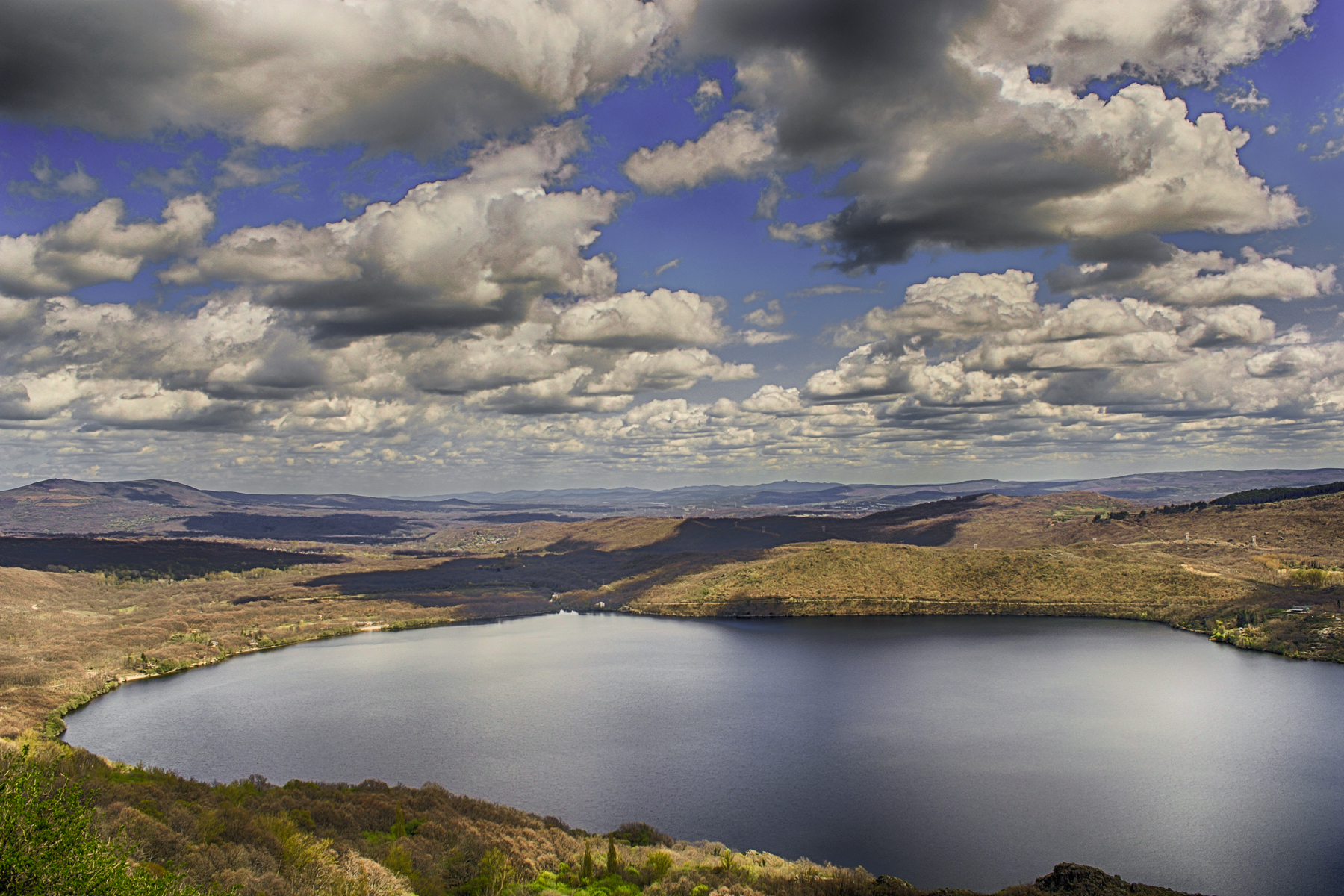
サナブリア湖

サナブリア郡はサモーラ県の北西部にあり、ポルトガル、ガリシア州、レオン県との境界地域に位置する。クレブラ山地、セグンデーラ山地、カブレーラ・バッハ山などの山がちな地形にある。自治体名と同名のプエブラ・デ・サナブリア、カステジャーノス（スペイン語版）、プエブラ・デ・サナブリア、ロブレード（スペイン語版）、ウンヒルデ（スペイン語版）の4地区に分けられる。自治体はテラ川とカストロ川の河岸に位置する。
豊かな景観にあふれ、伝統文化が色濃く残っている。サナブリア湖をはじめとする無数の氷河湖が点在し、独特で多彩な植物相、動物相がみられる。これらの豊かな自然とともに、これらの自然が天然の障壁となって、隣接する地域とは異なる独特な風俗・習慣、伝統文化がよく保存されている。

## 気候
プエブラ・デ・サナブリアとその周囲の気候は内陸性地中海気候で、カブレーラ山地やセグンデーラ山地に近く、また981mの高度に位置するため、夏季は暑く（30°Cまで）、冬季は寒い（-10°Cまで）。この地は、山地に近接していることと、北西部が海洋性気候地域に近いことから、同様の内陸性地中海気候の他の地域に比べ降水量が多いという特徴がある。

## 人口
| プエブラ・デ・サナブリアの人口推移 1900－2010           |
|                                                         |
| 出典:INE（スペイン国立統計局）1900年 - 1991年、1996年 - |

## 歴史的建造物
- ベナベンテ伯城（スペイン語版） - 15世紀に建設された。
- ヌエストラ・セニョーラ・デル・アソーゲ教会（スペイン語版） - 12世紀にロマネスク教会として建設され、16世紀から18世紀に改築された。
- サン・カイェターノ礼拝堂 - 17世紀のバロック建築。
- プエブラ・デ・サナブリア自治体庁舎 - 16世紀建造のイサベリーノ様式（スペイン語版）の建物。文化財に登録されている。
- サン・カルロス城砦（スペイン語版） - 町を守るためにポルトガルへ通じる街道に建設された17世紀の城。

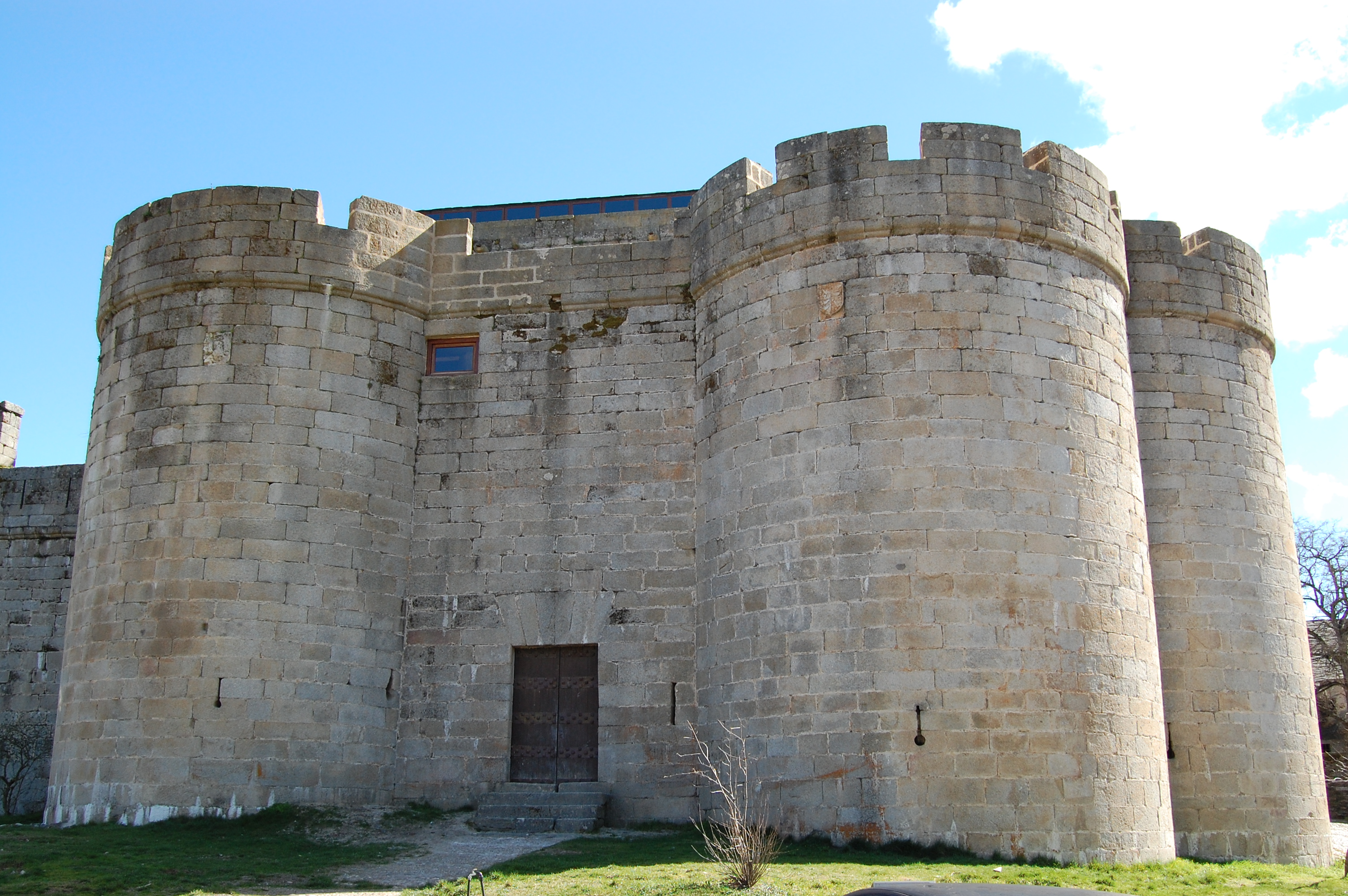
ベナベンテ伯城
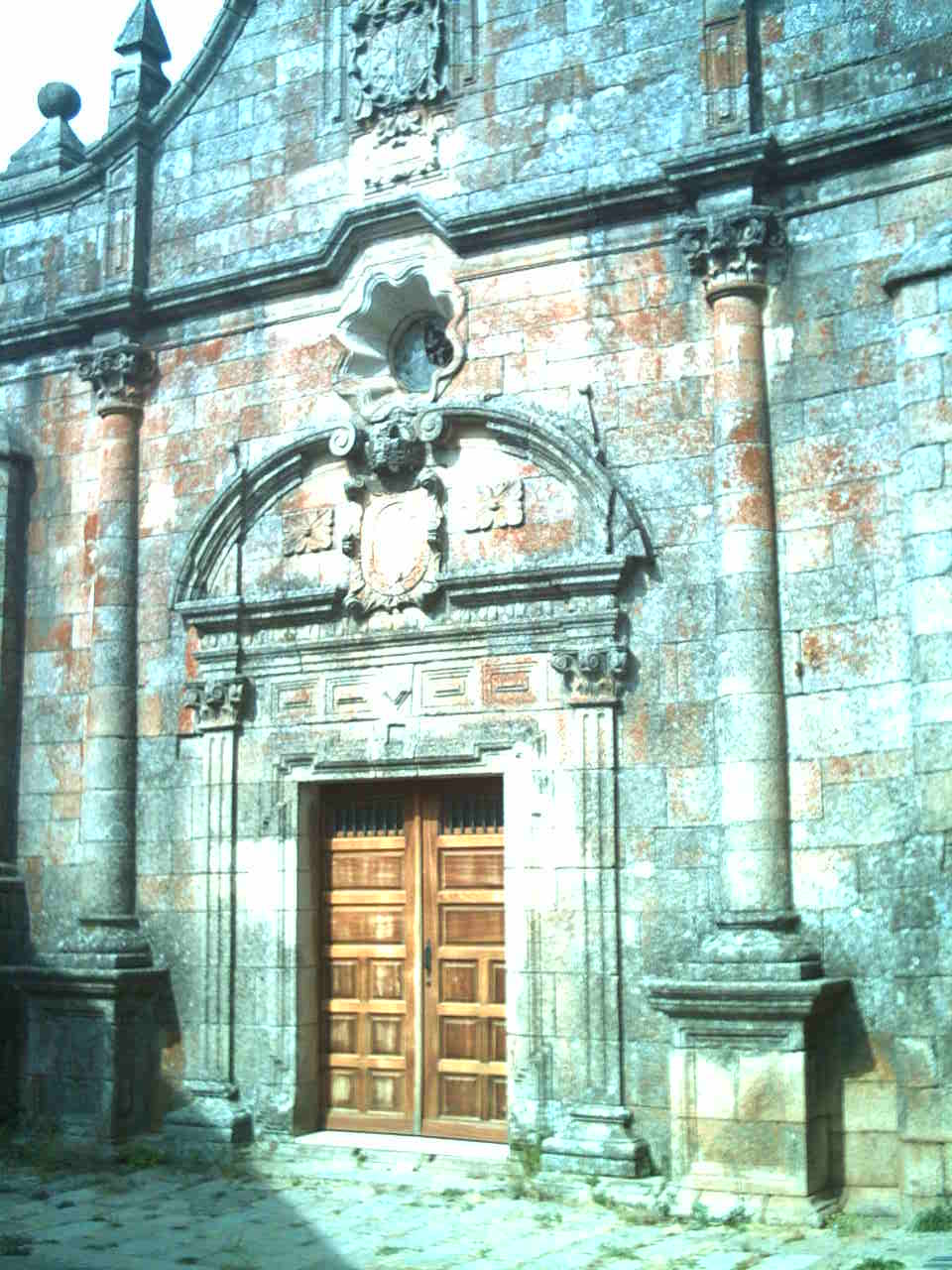
サン・カイェターノ礼拝堂
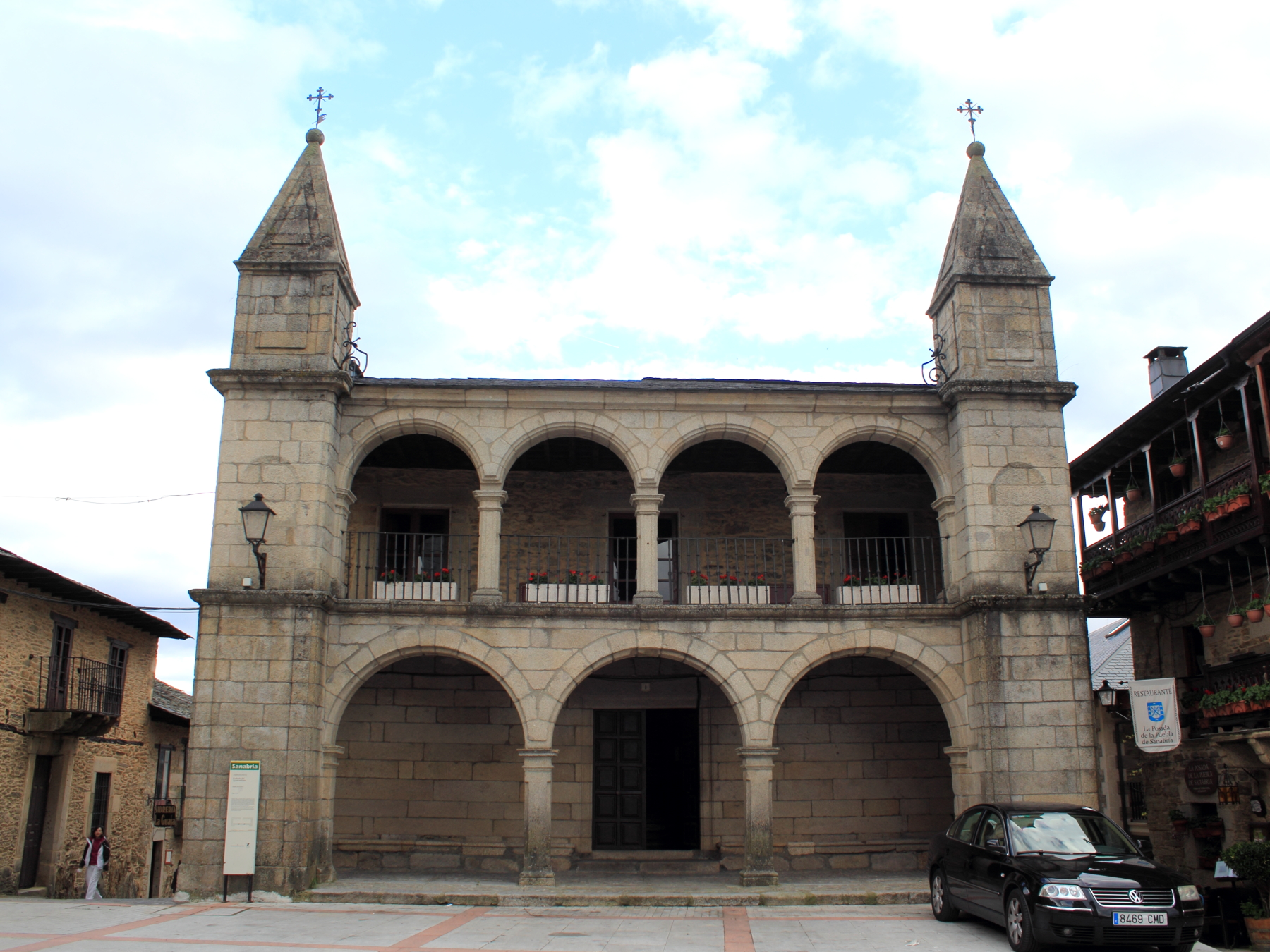
プエブラ・デ・サナブリア自治体庁舎